# Блок, Боб
Боб Блок (англ. Bob Block, 20 июля 1921, Плимут, Девон — 17 апреля 2011) — британский писатель, сценарист комедии для радио и телевидения.

## Биография
Родился 20 июля 1921 года в городе Плимут, Англия, Великобритания.
Его самая ранняя работа для радио был сценарий (написан в соавторстве) домашнего ситкома «Жизнь с Лайонсом» для Бена Лайона.
Боб Блок был наиболее известен написанием телевизионных комедийных сериалов для детей, в том числе «Простите моего джинна» (1972-73), «Роботы Роберта» (1974-75), «Галопирующие галактики» (1985) и «Rentaghost» для BBC с 1976 по 1984 год.
Умер 17 апреля 2011 года.

## Работы

### Радио
- Эстрадная шкатулка (1940—1950-е годы)
- Радио Ринсо (1950)
- Звёздный час (1950)
- Жизнь с Лионами (1951—1961)
- Фестиваль Британии (1951)
- Гостиница Артура (1952)
- Раздор в трёх квартирах (1962)

### Телевидение
- Наш дом (1960)
- Это мой мальчик (1963)
- Крекерджек (1964—1973)
- Привет, Престо, это Рольф (1966)
- Расширьте свой кругозор (1968—1969)
- Кен Додд и Диддимены (1969—1970)
- Шоу Дэйва Кинга (1969—1970)
- Дэйв Аллен на свободе (1970—1979)
- Простите, мой джинн (1972—1973)
- Робертс Роботс (1973—1974)
- Удача Траскотта
- Рентагост (1975—1984)
- Дедушка (1979—1984)
- Скачущие галактики! (1985—1986)

### Мюзик-холл
- Пожалуйста, покиньте сцену (1968)